# Malcolm Barrass
Malcolm Williamson Barrass (Blackpool, 15 december 1924 –  aldaar, 5 augustus 2013) was een Brits profvoetballer.
Hij speelde 3 interlands voor Engeland tussen 1951 en 1953.
In 1944 begon hij te spelen bij Bolton Wanderers FC. Hij speelde tot 1956 291 wedstrijden voor die club en scoorde 25 keer. Hij vertrok naar Sheffield United FC en speelde in twee seizoenen slechts 18 duels en scoorde niet. Vervolgens werd hij speler-coach bij Wigan Athletic FC en scoorde 5 keer in 20 wedstrijden. Op 1 januari 1959 nam hij zijn ontslag. Hij bouwde zijn loopbaan af via Nuneaton Town en Pwllheli F.C. in  Wales en was nog even coach bij Hyde United in 1963.
Barrass speelde als verdediger, maar was ook als middenvelder inzetbaar. Zijn vader Matt Barrass (1899-1953) was ook profvoetballer en speelde bij onder meer Manchester City. Malcolm Barrass kleinzoon , die ook Matt (geb. 1980) heet, is ook een voormalig profvoetballer en speelde bij Manchester United, San Diego Nomads en Bury FC.
In 2007 was hij 60 jaar getrouwd met Joyce.
Malcolm Barrass overleed op 88-jarige leeftijd.